# Алматински метро
Алматински метро (рус. Алматинский метрополитен) је подземна железница у изградњи у Алма-Ати. Отварање прве линије је планирано за 16.12.2011.